# نهرحسین
نهرحسین، روستایی از توابع بخش مرکزی شهرستان شادگان در استان خوزستان ایران است. این نهر به این دلیل نامگذاری شد که شخصی بنام شیخ حسین الحَمَد (حَمَد نام پدر حسین بوده) و شیخ(بزرگ خاندان) عشیره(تیره) شلیشات بوده و درآن منطقه سکونت داشته و چون مالک اراضی اون قسمت بوده این نهر بنام اون نامگذاری شده است.

## جمعیت
این روستا در دهستان آبشار قرار دارد و براساس سرشماری مرکز آمار ایران در سال ۱۳۸۵، جمعیت آن ۱٬۱۴۲ نفر (۲۱۱خانوار) بوده‌است.